# قره‌نی (شهرستان نوکت)
قره‌نی (به قرقیزی: Каранай، قاراناي) یک منطقهٔ مسکونی در قرقیزستان است که در شهرستان نوکت واقع شده‌است. قره‌نی ۲٬۰۲۰ نفر جمعیت دارد و ۱٬۲۸۴ متر بالاتر از سطح دریا واقع شده‌است.